# Атаджанов, Ата
Ата Атаджанов (туркм. Ата Атаҗанов;  15 июня 1922, с. Геокча-2 (ныне Марыйский велаят Туркменистан — 1989) — туркменский советский писатель, поэт и драматург, народный писатель Туркменистана (1984).

## Биография
Родился в семье военнослужащего.
В 1952 г. окончил Высшую партийную школу при ЦК КПСС.
В 1980-е гг. работал руководителем Туркменской национальной книжной палаты.

## Творчество
Печататься начал с 1941 г. Автор прозаических произведений, драм, сборников лирических стихов, очерков и рассказов.

## Избранная библиография
- Роман в стихах «Кушкинская крепость» («Гушгы галасы», 1960),
- одноименная историческая драма «Кушкинская крепость» (постановка 1964, опубл. 1967)
- роман-дилогия «Кремни» и «Твои знакомые» («Чакмак», 1971—1983),
- «Баллада о комиссаре» (1967),
- сборники поэзии:
  - «Яблоня вновь расцвела» («Алма ене гүллейәр», 1948),
  - «Бабушка Пермана» («Перманың энеси», 1956),
  - «Шаг за шагом» («Әдимме-әдим», 1961),
  - «Не гасни, очаг мой» («Өчме, өҗагым», 1966),
  - «Лунная ночь» («Айлы агшам», 1972)
  - «Твои знакомые» (1975),
  - «Как живешь, Яран?» (1977),
  - «Иду к вам» (1978),
  - «Реки ищут русла» (1982),
  - «Благодатный дождь» (1986),
  - «Тенистая заводь» (1990) и др.

Произведения Атаджанова публиковались в переводах на многие языки народов СССР и зарубежных стран.